# 莫里斯·毕晓普爱国运动
莫里斯·毕晓普爱国运动（英語：Maurice Bishop Patriotic Movement，缩写为MBPM）是格林纳达历史上的一个社会主义政党。该党由乔治·路易森和肯德里克·拉迪克斯在美国入侵格林纳达之后创建，他们是1983年被处决的前总理莫里斯·毕晓普的支持者。尽管毕晓普领导的革命受到许多格林纳达人的欢迎，但该党在该国政坛始终是一股边缘力量。在1984年格林纳达大选中，该党仅获得5%的选票，未能赢得任何席位。在1990年格林纳达大选中，其得票率降至2.4%，在1995年降至1.6%，在1999年降至0.6%。2002年，该党的最后一位领导人特伦斯·马里肖将该党并入另一个左翼政党人民劳动运动。